# Architettura britannica

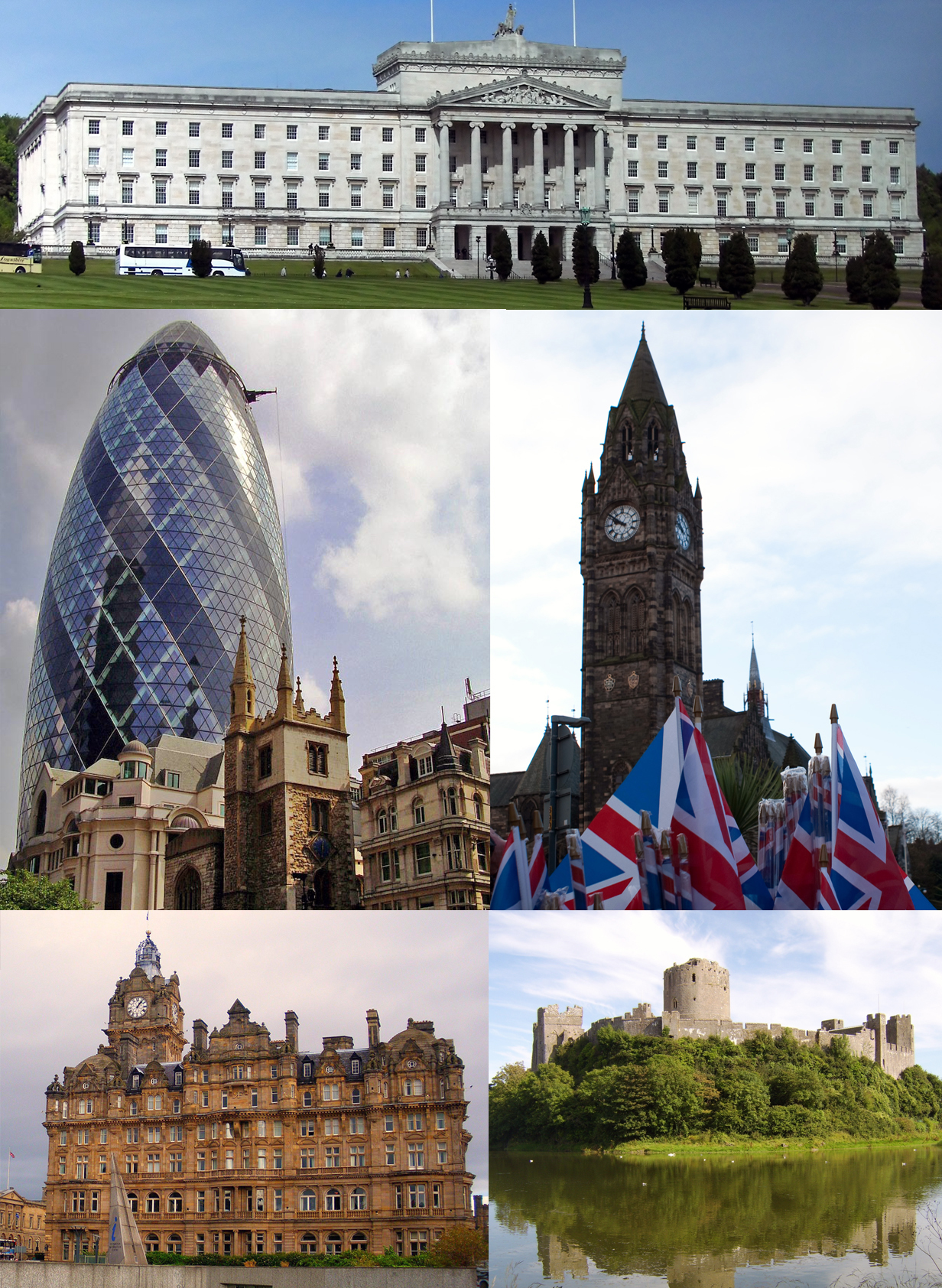

La storia dell'architettura del Regno Unito viene tradizionalmente fatta iniziare dopo l'invasione normanna dell'Inghilterra. Nel corso dei secoli si sono sviluppati vari stili, fra i quali vanno ricordati il gotico inglese, il barocco inglese, Barocco edoardiano, l'Architettura elisabettiana, l'architettura georgiana, l'architettura giacobiana e l'architettura vittoriana. Nel XVII secolo si distinse Inigo Jones, esponente dell'architettura rinascimentale e il barocco inglese trovò un importante esponente in Christopher Wren. Nel periodo di transizione tra l'architettura barocca inglese e l'architettura georgiana spicca la figura di James Gibbs Tra il XIX e il XX secolo si distinse, tra gli altri, Charles Rennie Mackintosh, importante esponente dell'Art Nouveau nel Regno Unito.